# シグルト・モーエン
シグルト・オルセン・モーエン（Sigurd Olsen Moen、1897年10月31日 - 1967年10月6日）は、ノルウェー、ブスケルー県Krødsherad出身のスピードスケート選手。1924年のシャモニーオリンピックでは1500mで銅メダルを獲得したほか5000m4位、総合5位、10000m6位、500m13位の成績を残した。
1928年に現役を退いた。

## 自己ベスト
- 500m – 45秒7 (1928年)
- 1500m – 2分23秒8 (1924年)
- 5000m – 8分38秒1 (1924年)
- 10000m – 17分42秒7 (1924年)